# Vinnie Ream Hoxie
Vinnie Ream Hoxie (Madison (Wisconsin), 23 september 1846 – Washington D.C., 20 november 1914) was een Amerikaanse beeldhouwster.

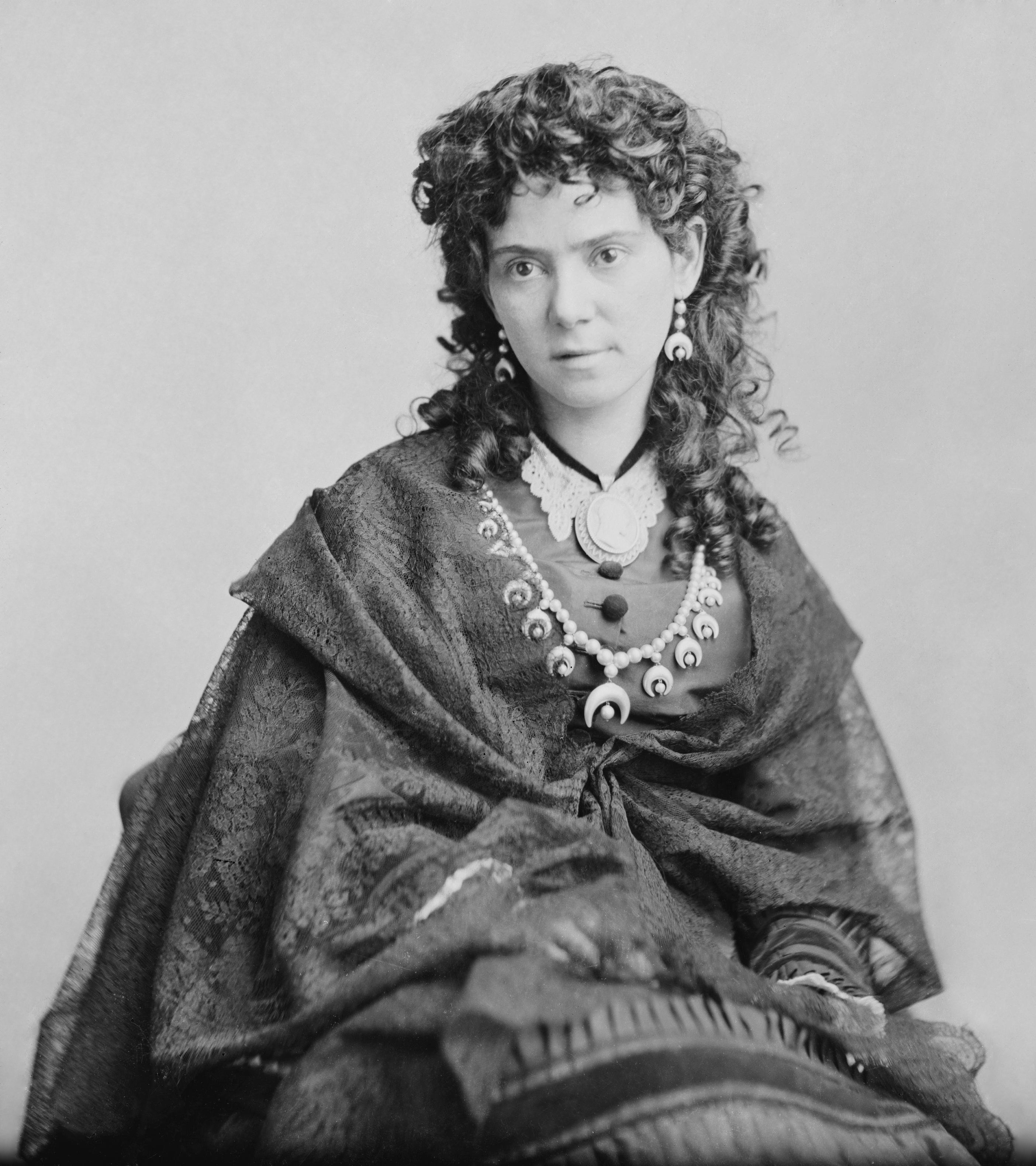
Vinnie Ream Hoxie

Ze volgde onderwijs in het Christian college, Columbia, Missouri. In haar schooltijd schreef ze verscheidene liedjesteksten. Deze werden op muziek gezet en uitgebracht.
Tijdens de Burgeroorlog verhuisde het gezin naar Washington. Ze ging  werken in het postkantoor.
Ze volgde kunstonderwijs en ging zich toeleggen op beeldhouwen. Een van haar eerste werken was het hoofd van een indiaan. Het bracht haar succes. Ze beeldhouwde een buste van General Grant, Reverdy Johnson, Albert Pike, John Sherman en Thaddeus Stevens. Een van haar grotere werken voor die periode was het bronzen beeld van een Indiaans meisje.
De Amerikaanse overheid vroeg haar een beeld te maken van Abraham Lincoln. Om dit werk te kunnen uitvoeren, verbleef ze drie jaar in het buitenland. Het marmeren beeld werd in het Capitool van Washington geplaatst.
Bij haar terugkeer in de Verenigde Staten vervaardigde ze nog verscheidene bustes, waaronder die van Abraham Lincoln voor de Cornell universiteit en een levensgroot beeld van Sappho.
Ze was gehuwd met kapitein Richard L. Hoxie.
- Gemeinsame Normdatei: 121101673
- International Standard Name Identifier: 0000 0000 6683 8093
- Library of Congress Control Number: n86002058
- Nationale Bibliotheek van Israël: 987007458793605171
- LIBRIS: 241953
- SNAC: w6cr5vnk
- Système universitaire de documentation: 11050271X
- Union List of Artist Names: 500066948
- Virtual International Authority File: 67314297
- WorldCat: E39PBJtrRBQ6bX7J8vjWygfjG3